# Jack Frost (film 1998)
Jack Frost – amerykański film familijny z 1998 r. z Michaelem Keatonem i Kelly Preston w rolach głównych.

## Obsada
- Michael Keaton jako Jack Frost
- Kelly Preston jako Gabby Frost
- Joseph Cross jako Charlie Frost
- Mark Addy jako Mac MacArthur
- Henry Rollins jako Sid Gronic
- Andrew Lawrence jako Tuck Gronic
- Eli Marienthal jako Spencer
- Will Rothhaar jako Dennis
- Mika Boorem jako Natalie
- Taylor Handley jako Rory Buck
- Dweezil Zappa jako agent muzyczny John Kaplan
- Ahmet Zappa jako kierowca pługa śnieżnego
- Jay Johnston jako prezenter pogody

## Fabuła
Jack Frost jest liderem zespołu The Jack Frost Band i za wszelką cenę pragnie zostać słynnym muzykiem. Jednak praca coraz bardziej oddala go od rodziny, żony Gabby i synka Charliego. Pewnego dnia wspólnie z synem lepi bałwana i wręcza mu rzekomo magiczną harmonijkę, którą kupił w dniu jego narodzin. Obiecuje też żonie, że przyjdzie zobaczyć mecz hokejowy Charliego, ale z powodu pracy w studiu nagraniowym spóźnia się. Żeby to im wynagrodzić postanawia zabrać całą rodzinę na święta w góry, ale właśnie wtedy otrzymuje propozycję zagrania koncertu, który może odmienić jego karierę. Pomimo że jest Wigilia, postanawia jechać, jednak po drodze uświadamia sobie, jak ważna jest dla niego rodzina. Śpiesząc do domu, ulega wypadkowi, w którym ginie.  
Rok później Charlie lepi ze śniegu bałwana, którego ubiera w szalik i czapkę swojego taty, a przed snem gra na harmonijce. To sprawia, że Jack powraca do życia jako śniegowy bałwan. W tej postaci usiłuje pomóc chłopcu nękanemu przez szkolnego łobuza Rory’ego oraz uczy go wartości, których nigdy nie przekazał mu za życia. Namawia go też do powrotu do szkolnej drużyny hokeja.

## Ścieżka dźwiękowa
Film zawiera dwadzieścia dwa utwory:
1. Frosty the Snowman – The Jack Frost Band
2. Roll with the Changes – REO Speedwagon
3. Merry Christmas Baby – Hanson
4. Everytime We Say Goodbye – Cole Porter
5. Rock and Roll (Part 2) – Gary Glitter
6. Don't Lose Your Faith – The Jack Frost Band
7. Can’t Let Go – Lucinda Williams
8. Leavin' Again – Steve Poltz
9. Couldn’t Stand the Weather – Stevie Ray Vaughan
10. Landslide – Fleetwood Mac
11. Free Ride – The Edgar Winter Group
12. Hey Now Now – Swirl 360
13. Final Fire – Hans Zimmer
14. Jingle Bell Rock – Michael Sherwood
15. Hot in the City – Billy Idol
16. Gimme Some Lovin – Hanson
17. Sleigh Ride – Spice Girls
18. Slow Ride – Foghat
19. Five Candles (You Were There) – Jars of Clay
20. How – Lisa Loeb
21. Father's Love – Bob Carlisle
22. Good Lovin – Hanson

## Przyjęcie
Film otrzymał od krytyków głównie negatywne recenzje. Roger Ebert z Chicago Sun-Times przyznał filmowi jedną gwiazdkę z czterech i powiedział, że to „ten rodzaj filmu, który sprawia, że chcesz zmierzyć sobie temperaturę, jeśli nie czujesz tętna filmowców”. Z kolei internetowy serwis Rotten Tomatoes opierając się na 49 recenzjach przyznał mu w swojej skali ocen 16%.
Wyprodukowany za 85 milionów dolarów film, w pierwszy weekend wyświetlania przyniósł zaledwie siedem milionów dolarów zysku. W Stanach Zjednoczonych zarobił około 34,5 mln dolarów i stał się finansową klapą.